# 메릴 켈리
케네스 메릴 켈리(Kenneth Merrill Kelly, 1988년 10월 14일 ~ )는 미국의 야구 선수이자, 내셔널 리그 애리조나 다이아몬드백스의 투수이다. 150km를 넘나드는 빠른 속구와 슬라이더, 체인지업 등의 다양한 구종으로 파워풀하고 섬세한 피칭을 하는 투수이다. 간결한 투구폼과는 달리 굉장히 빠르고 정확한 공을 보유하고 있으며, 같은 구종이라도 구속의 차이를 마음대로 컨트롤하는 능력까지 보유하고 있어 타자들의 타이밍을 빼앗는 데에도 굉장히 능한 투수이다.

## 미국 프로야구 시절

### 탬파베이 레이스시절
고등학교 졸업을 앞둔 2006년, 2006 MLB 신인 선수 드래프트에서 볼티모어 오리올스에 37라운드로 지명된 그는 프로 데뷔가 아닌 대학에 진학했다.
야바파이 컬리지에 진학하여 재학하던 중 2009 MLB 신인 선수 드래프트에서 클리블랜드 인디언스로부터 지명됐다. 하지만 다시 애리조나 주립대로 진학하며 프로 입단이 미뤄졌고, 결국 2010 MLB 신인 선수 드래프트에서 탬파베이 레이스에 22라운드로 지명됐다. 드래프트를 무려 세 번이나 참여했다. 그는 탬파베이 레이스의 마이너 구단에서만 활동했다. 가파른 성장세를 보이며 MLB 진출을 노릴 수 있는 성적을 기록했지만 여러 이유로 MLB로 승격되지 못했고, 이를 캐치한 SK 와이번스가 2015 시즌 전 그를 선발했다.
마이너 리그 통산 성적은 '125경기 76선발, 527.1이닝 39승 26패, 3점대 평균자책점'이다.

## 한국 프로야구 시절

### SK 와이번스시절

#### 2015 시즌
시즌 초 손목 부상을 입으며 잠시 크게 흔들렸다. 중간에 한화 이글스를 상대로 6자책 경기를 하며 크게 무너졌지만 이후 완투승 등 안정적인 모습을 보였다.
시즌 최종 전에서 3이닝을 노히트로 막아내며 가을 야구 진출에 크게 기여했다.

#### 2016 시즌
4월 5경기에 등판해 32.1이닝 1승 1패 ERA 2.78, WHIP 1.14, 피안타율 .237, K/BB 2.44를 기록했다.
5월 5경기에 등판해 32.1이닝 1승 2패 ERA 4.18, WHIP 1.45, 피안타율 .286, K/BB 2.00을 기록했다.
6월 5경기에 등판해 33.1이닝 3승 0패 ERA 2.97, WHIP 1.44, 피안타율 .288, K/BB 2.60을 기록했다. 5월부터 6월 초까지 부진했다.
6월 24일 두산 베어스와의 경기에서 최정이 중요한 순간에서 실책을 범하며 완봉, 완투에 실패했으나 승리 투수는 됐다.

## 미국 프로야구 복귀

### 애리조나 다이아몬드백스시절
2018 시즌 후에 입단하였다. 팀의 5선발로 활동하게 됐다. 2019년 4월 2일 열린 샌디에이고 파드리스와의 경기에서 MLB 데뷔전을 치렀고, 경기에서 6이닝 3실점을 기록하며 MLB 데뷔 첫 승을 기록했다.

## 별명
- 좋은 투구를 해도 승운이 잘 따라주지 않거나, 타선의 지원이 부족한 상황이 많아 '켈크라이'라고 불린다.
- 승리 투수가 됐을 땐 '켈스마일'이라고 불린다.

## 통산 기록
| 연 도          | 소 속          | 나 이          | 승 리 | 패 전 | 승 률 | 평 자 책 | 출 장 | 선 발 | 완 투 | 완 봉 | 세 이 브 | 홀 드 | 이 닝 | 피 안 타 | 피 홈 런 | 볼 넷 | 고 4 | 탈 삼 진 | 몸 맞 | 보 크 | 폭 투 | 실 점 | 자 책 | 타 자 수 | W H I P |
| -------------- | -------------- | -------------- | ----- | ----- | ----- | -------- | ----- | ----- | ----- | ----- | -------- | ----- | ----- | -------- | -------- | ----- | ---- | -------- | ----- | ----- | ----- | ----- | ----- | -------- | ------- |
| 2015           | SK             | 28             | 11    | 10    | .524  | 4.13     | 30    | 29    | 1     | 0     | 0        | 0     | 181.0 | 188      | 16       | 54    | 1    | 139      | 5     | 2     | 9     | 87    | 83    | 775      | 1.34    |
| 2016           | SK             | 29             | 9     | 8     | .529  | 3.68     | 31    | 31    | 0     | 0     | 0        | 0     | 200.1 | 205      | 15       | 60    | 0    | 152      | 7     | 2     | 8     | 91    | 82    | 846      | 1.32    |
| 2017           | SK             | 30             | 16    | 7     | .696  | 3.60     | 30    | 30    | 0     | 0     | 0        | 0     | 190.0 | 204      | 16       | 45    | 2    | 189      | 11    | 1     | 9     | 85    | 76    | 815      | 1.31    |
| KBO 통산 : 3년 | KBO 통산 : 3년 | KBO 통산 : 3년 | 36    | 25    | .590  | 3.80     | 91    | 90    | 1     | 0     | 0        | 0     | 571.1 | 597      | 47       | 159   | 3    | 480      | 23    | 5     | 26    | 263   | 241   | 2436     | 1.32    |

- 시즌 기록 중 굵은 글씨는 해당 시즌 최고 기록